# ティボ・クルトゥワ
- ティボ・クルトゥワ
- ティボー・クルトワ

ティボ・ニコラ・マルク・クルトゥワ（Thibaut Nicolas Marc Courtois, 1992年5月11日 - ）は、ベルギー・リンブルフ州ブレー出身のサッカー選手。ポジションはゴールキーパー。レアル・マドリード所属。ベルギー代表。

## 概要
ベルギーのヘンクでプロデビューすると、2年後にはイングランドのチェルシーに移籍。スペインリーグ、アトレティコ・マドリードへの3年間のレンタル移籍を経てチェルシーに復帰した。ベルギー、スペイン、イングランドのトップリーグでプレーし、それぞれのリーグで最優秀ゴールキーパー賞を受賞した。2018年夏、アトレティコ・マドリードのローカルライバルとなるレアル・マドリードへ移籍した。
ベルギー代表として2011年にデビューし、2014 FIFAワールドカップからは国際大会でもベルギー代表の正ゴールキーパーを務める。2018年にはFIFAワールドカップのゴールデングローブにも選ばれた。

## クラブ経歴

### ベルギー時代
1992年、バレーボール選手であった両親の元に生まれる。父親のティエリは自宅の裏庭にビーチバレーのコートを作り、クルトゥワも姉弟と共に毎日のようにバレーボールのトレーニングをしていた。1997年にビルゼンVVに加入。当時はレフトバックを務めていた。
1999年にKRCヘンクの下部組織に加入。14歳のときにゴールキーパー不在のため急遽ゴールマウスを任されると好セーブを連発し、大会最優秀ゴールキーパーに選ばれた。イケル・カシージャスへの憧れもありゴールキーパーに転向した。当時は、自身と同じく長身で痩せ型のエトヴィン・ファン・デル・サールのプレーも多く参考にしていたとのこと。
2009年に17歳でトップチームデビューを飾る。その後はスターティングメンバーとして定着し、2010-11シーズンにはリーグ42試合で32失点、14試合で無失点に抑えるなどリーグ優勝の立役者となった。クルトゥワは同シーズンのリーグ最優秀ゴールキーパーとヘンクのシーズン最優秀選手に選ばれた。
ヨーロッパの複数のチームからオファーが届く中、2011年7月26日に移籍金790万ポンド、5年契約でのチェルシーFC移籍が発表された。その後、マンチェスター・ユナイテッドFCへ移籍したダビド・デ・ヘアに代わるゴールキーパーとして、アトレティコ・マドリードへのレンタル移籍が発表された。

### アトレティコ・マドリード
前年までダビド・デ・ヘアが着用していた背番号13番が与えられ、8月25日のUEFAヨーロッパリーグ・ヴィトーリア・ギマランイス戦でデビューを果たした。その3日後、8月28日のCAオサスナとの開幕戦でリーグ戦初出場するとクリーンシート(無失点試合)を記録し、セルヒオ・アセンホやジョエル・ロブレスを抑え正ゴールキーパーに据えられた。11月26日のレアル・マドリードとのマドリードダービーではペナルティエリア内でカリム・ベンゼマを倒したとして一発退場処分を受けた。ただその後もレギュラーを失う事はなくリーグ戦では37試合に出場してチームも5位に入った。UEFAヨーロッパリーグでは安定した守りを披露、アスレティック・ビルバオとの決勝でも無失点に抑えてチームの2年ぶりの優勝に寄与した。2012年6月28日、1年間のレンタル延長が発表された。

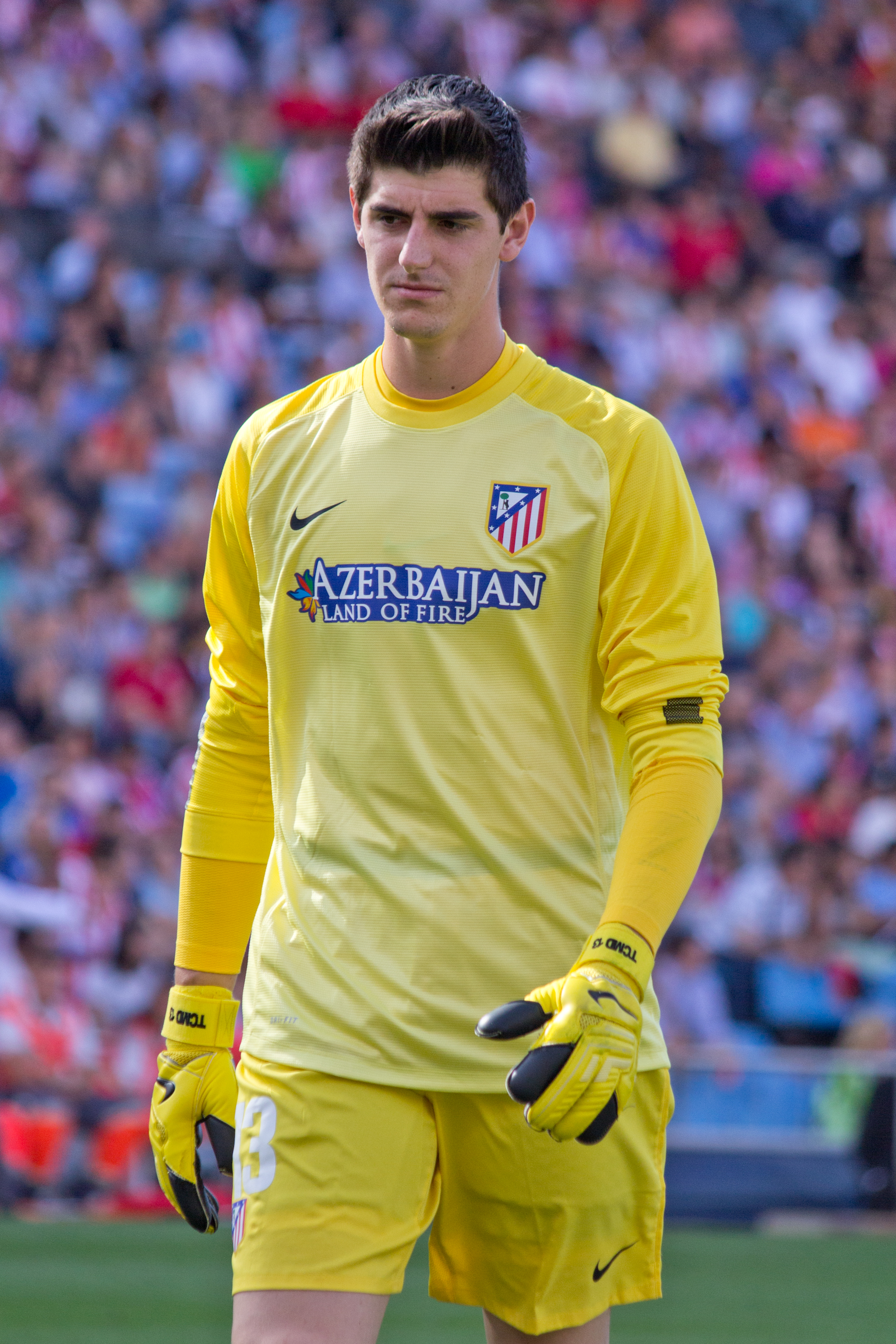
アトレティコ・マドリードでプレーするクルトゥワ（2013年）

続く2012-13シーズン、UEFAスーパーカップにてレンタル元であるチェルシーFCとの試合では1失点に抑えてタイトル獲得に貢献。同シーズンはエスタディオ・ビセンテ・カルデロンでの無失点記録となる820分連続無失点を達成した。レアル・マドリードとのコパ・デル・レイ決勝では14年ぶりにマドリードダービー勝利、クルトゥワはマン・オブ・ザ・マッチに輝き、アトレティコ・マドリードに17シーズンぶりとなる同タイトルをもたらした。同シーズンはLFPアワードの最優秀ゴールキーパーに選ばれるとともに、リーガ・エスパニョーラ最小失点であるサモラ賞を獲得した。2013年6月24日、レンタル期間を延長し、翌シーズンもアトレティコ・マドリードでプレーすることが発表された。
2013-14シーズンにはクラブ18シーズンぶりのリーガ優勝を経験し、マラガCFのウィリー・カバジェロ、レバンテUDのケイロル・ナバスとともに2季連続となるリーガ最優秀ゴールキーパーにノミネートされ、2季連続となるサモラ賞を受賞した。チャンピオンズリーグでは宿敵レアル・マドリードの前にあと一歩のところで優勝を逃した。2014年8月、チェルシーに復帰することが決まった。

### チェルシーFC
チェルシーFCでは長く守護神を務め実績のあるペトル・チェフとのレギュラー争いが注目されたが、ジョゼ・モウリーニョ監督の方針もあり開幕のバーンリーFC戦からスターティングメンバーに名を連ねた。その後もクルトゥワはレギュラーを勝ち取り、9月にはチェルシーと新たに5年の契約延長を行った。クルトゥワにとってチェルシー最初のタイトルとなるフットボールリーグカップ決勝の舞台には立てなかったものの、プレミアリーグとの2冠を達成。チェフは2014-15シーズン終了後に同じロンドンに本拠地を置くライバルクラブのアーセナルFCへ移籍した。
2015-16シーズン最初の試合となったFAコミュニティ・シールドでチェフが移籍したアーセナルと対戦、1-0で破れタイトルを逃した。その後同シーズンは無冠に終わり、クルトゥワ自身もスウォンジー・シティ戦、マンチェスター・シティFC戦とプレミアリーグ史上6人目となる同一シーズンに2度退場処分を受けたゴールキーパーとなってしまったほかパフォーマンスに対する批判も聞かれるようになった。同シーズンはクラブとしても最終的にリーグ10位となり、1995-96シーズン以来20年ぶりとなる2桁順位に終わった。

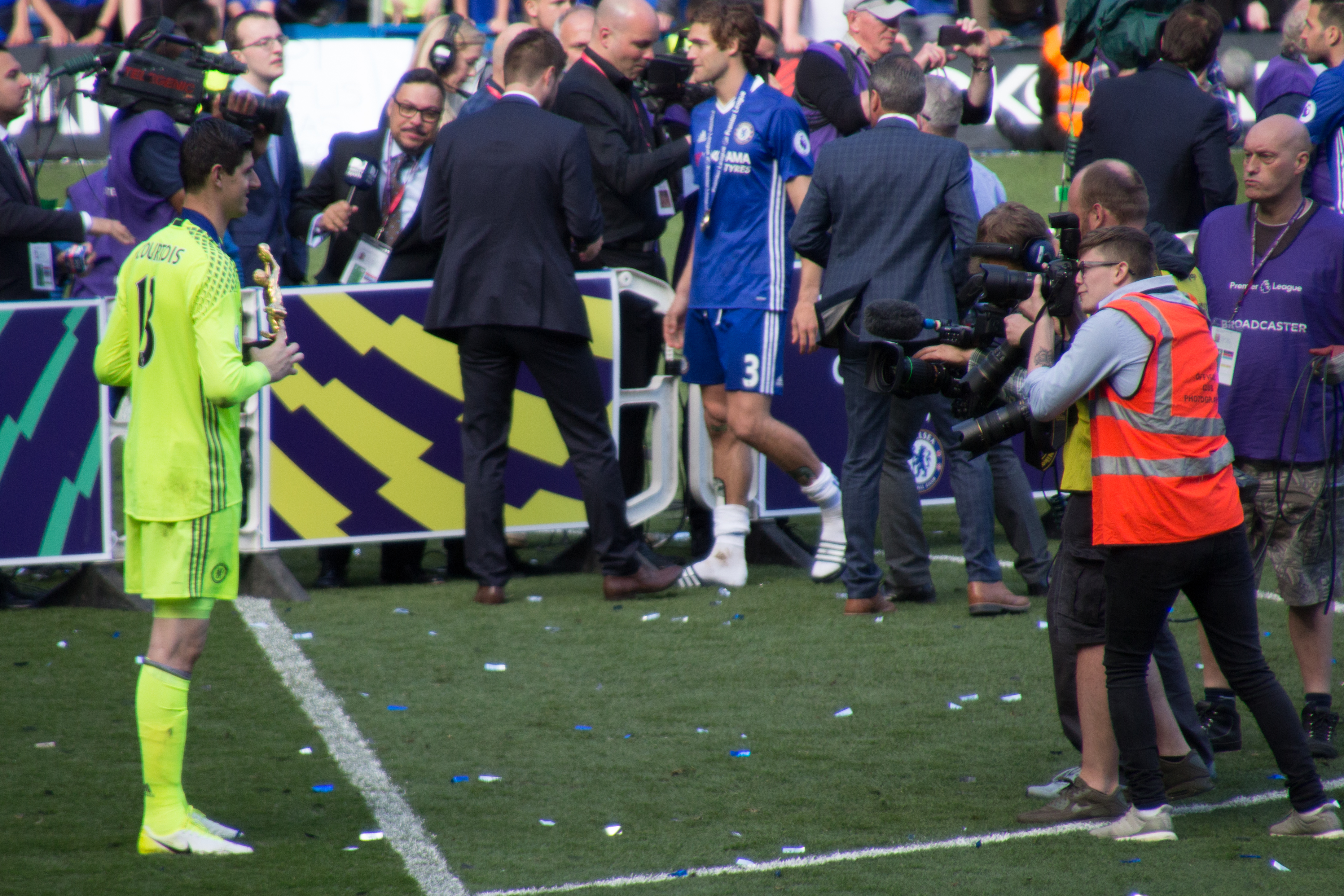
プレミアリーグ年間最優秀GKに選ばれたクルトゥワ（2017年）

2016-17シーズンはプレミアリーグトップである16試合のクリーンシートを記録し、プレミアリーグ年間最優秀ゴールキーパーに輝くなどプレミアリーグ優勝に貢献した。またスカイスポーツ選出の2016-17シーズン、プレミアリーグファンタジーイレブンにも選出された。
2017-18シーズン開幕前のコミュニティ・シールドは、2年前と同じくアーセナルとのビッグロンドン・ダービーとなった。同点で迎えたPK戦で、クルトゥワとアルバロ・モラタがPKを外し再び敗れた。同シーズンは、大会を通して合計2失点に抑えFAカップを獲得。シーズン終了後、契約は2019年までとなっており、一時は新契約を結ぶことも示唆していた。しかし最終的にクルトゥワは子供が在住しているマドリードに戻ることを強く望み（詳しくは下記）、契約更新を固辞した。以前から移籍が噂されていたスペインのレアル・マドリードが獲得に乗り出し、クルトゥワ本人も移籍を志願した。

### レアル・マドリード
2018年8月8日、スペインのレアル・マドリードへの移籍が発表された。契約期間は6年間で移籍金は3500万ユーロ（当時のレートで約45億円）だが、レアル・マドリードからはマテオ・コヴァチッチのチェルシーFCへのレンタル移籍も同時に発表されており、取引の一環と報じられている。なお、それまでのスペインのクラブにおけるゴールキーパーの移籍金最高額はクルトゥワの後釜としてアトレティコ・マドリードが獲得したヤン・オブラクの1600万ユーロ（約21億円）であり、移籍金記録を倍以上更新した。アトレティコ・マドリードやチェルシーでは背番号13番を背負ってプレーしたが、レアル・マドリードでは25番を与えられた。
古巣であるアトレティコ・マドリードと同じ街に本拠地を置くライバルクラブへの移籍に関して、アトレティコ・マドリードのファンはワンダ・メトロポリターノにあるクルトゥワのプレートを汚すなどした。また、移籍後に「レアル・マドリードのレベルはチェルシーよりも高い」と発言したことで、チェルシーファンからも旧約聖書『創世記』より蛇と呼ばれ非難を浴びた。
開幕戦のスターティングメンバーはケイロル・ナバスに譲る形となり、レアル・マドリードデビューはリーグ第3節CDレガネス戦となった。その後は、フレン・ロペテギ新監督は、リーグ戦をクルトゥワ、カップ戦にはナバスを起用した。クルトゥワがゴールマウスを守ったリーガ・エスパニョーラ第10節、FCバルセロナとのエル・クラシコでは5失点を喫し、開幕からの不振の責任を取る形でロペテギは監督を解任された。サンティアゴ・ソラーリの監督就任後は、カップ戦でもクルトゥワが起用されるようになった。移籍後初のマドリードダービーとなったリーガ第23節、アウェイでのアトレティコ・マドリード戦では、スペインで「卑しい人」や「裏切り者」などといった軽蔑語の意も含むネズミの人形が大量にピッチに投げ込まれた。また、FCバルセロナ戦のほかセビージャFC戦、アヤックス戦など低調なパフォーマンスを繰り返し、レアル・マドリードのサポーターからの批判も聞こえるようになった。ジネディーヌ・ジダンが監督に復帰して以降は怪我の影響もあり一時ナバスに正ゴールキーパーの座を奪われたが、最終的に再びスターティングメンバーに名を連ねるようになった。

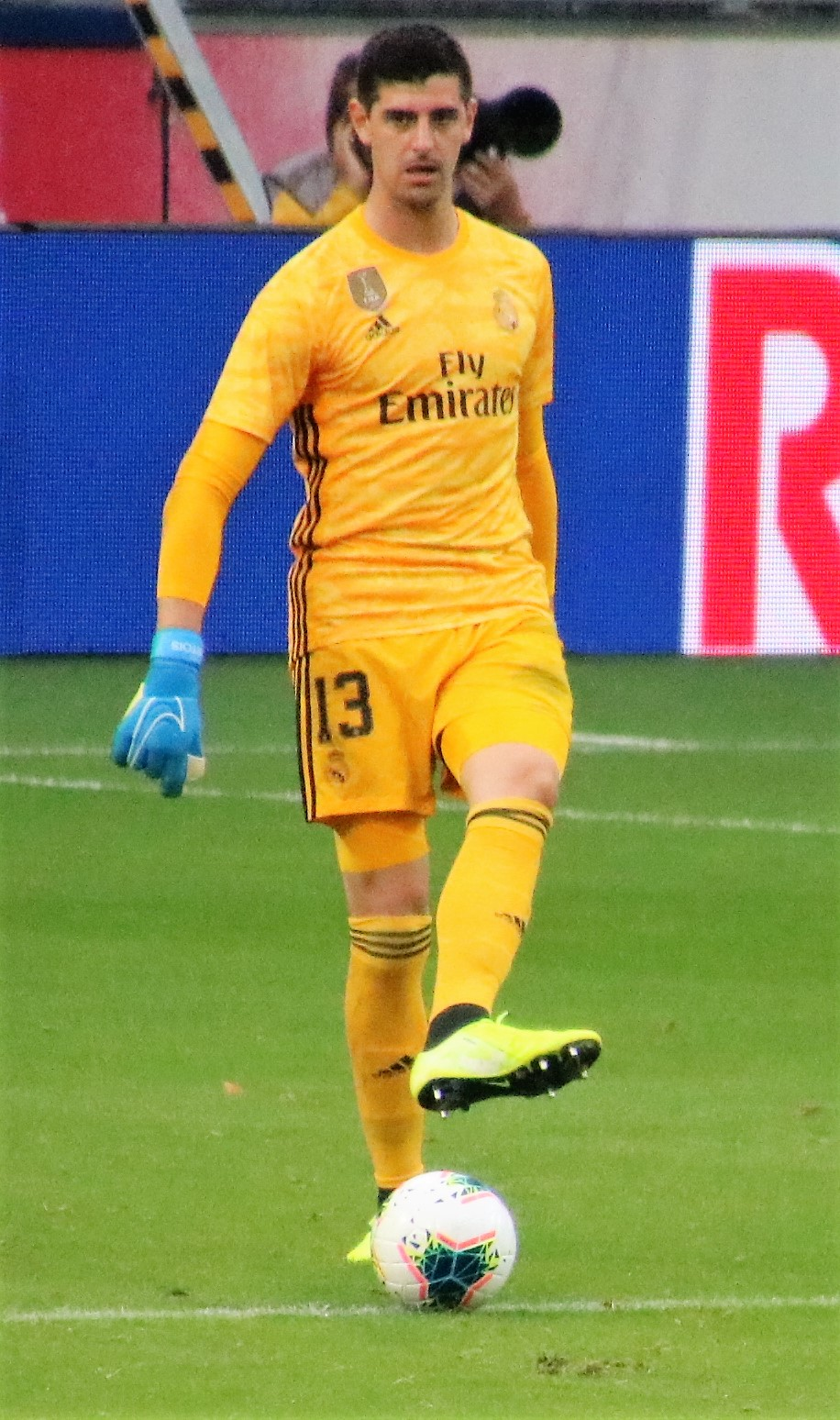
レアル・マドリードでプレーするクルトゥワ（2019年）

2019-20シーズン、10月19日のRCDマジョルカ戦でラゴ・ジュニオールにゴールを決められて以降公式戦5試合計533分間を無失点に抑え、イケル・カシージャス（9試合、951分間）とフランシスコ・ブーヨ（7試合、657分間）に次ぎサンティアゴ・カニサレス（5試合、535分間）とナバス（5試合、534分間）のレアル・マドリードにおける連続無失点試合記録に並んだ。また、12月15日のバレンシアCF戦では0-1で迎えた後半アディショナルタイム、コーナーキックの場面では自己判断で相手ゴール前に上がり、ヘディングからゴールを狙ってカリム・ベンゼマの同点弾に繋げた。また、リーグ戦のエル・クラシコにおいても、45年ぶりとなる2試合連続クリーンシートを記録した。リーガ前半戦を1987-88シーズン以来32年ぶりの最少失点数となる19試合12失点に抑え、年明けに行われたスーペルコパ・デ・エスパーニャにおいてもPK戦でのセーブなど好守を見せてタイトル獲得に貢献した。2020年1月には、レアル・マドリードの選手としてクリスティアーノ・ロナウド、ベンゼマに次ぎ3人目となるリーガ・エスパニョーラ月間MVPに選ばれた。シーズン中は僅か20失点したのみで、サモラ賞を受賞するなど、3年ぶりとなるチームのリーグ制覇に貢献した。シーズン終了後、パリ・サンジェルマンFCからレンタルで加入していたアルフォンス・アレオラが退団したことにより、翌シーズンからはクラブのキャリアで初めてとなる背番号1番を背負うことになった。
2021-22シーズンはリーグ最終節までヤシン・ブヌとサモラ賞を争い、またチャンピオンズリーグ決勝では史上最多9セーブを披露してマン・オブ・ザ・マッチに選ばれるなどしてクラブの3冠に貢献した。2022年10月17日、ヤシン・トロフィーを受賞したと同時にバロンドールでも自身最高位となる7位になった。クルトゥワは、同僚のベンゼマが受賞したことを喜びながらも「ゴールを守ることよりも、ゴールを決めることの方が重要なようだ。GKがこの賞を取ることはあり得ない」と3位以内にも入れなかったことに不満を吐露した。
2023年8月10日、プレシーズンの練習中に負傷、同日中にクラブより左膝前十字靱帯断裂だったことが発表された。全治には最大7ヶ月近くを要すとみられており、シーズン中の復帰は絶望的と報じられた。その後、順調に回復して2024年2月末より段階的に練習を再開、4月中の復帰が見込まれていたが、3月19日の練習中に再度負傷して右膝半月板の断裂と診断され、約6週間の離脱と報じられた。リーガ第34節のカディスCF戦で復帰しクリーンシートで勝利に貢献、同節FCバルセロナがジローナFCに敗れたためリーガ優勝が決定した。その後、UEFAチャンピオンズリーグ決勝のドルトムント戦では、自身の負傷中にゴールを守ってきたアンドリー・ルニンがインフルエンザ感染の影響で自身が先発に抜擢されると、無失点で優勝に貢献した。

## 代表経歴
2011年5月19日、19歳でEURO2012予選にベルギー代表として招集を受けた。11月15日のフランスとの親善試合で代表デビューを飾った。その後は、先輩のシモン・ミニョレと激しいポジション争いを繰り広げた。
2014年ワールドカップ欧州予選では全ての試合でプレーし、2002年のワールドカップ以来となるメジャー大会出場資格を獲得した。本大会グループステージでは、初戦であるアルジェリア戦でソフィアン・フェグリにPKで得点を決められたものの、3試合でその1失点に抑えグループステージ突破に貢献した。
2016年EURO予選では10試合5失点に抑えてグループ首位となり、ベルギーは3大会ぶりとなる本大会出場を決めた。本大会では2勝1敗でグループステージを突破するも、準々決勝でウェールズに3得点を許しベスト8で敗退した。

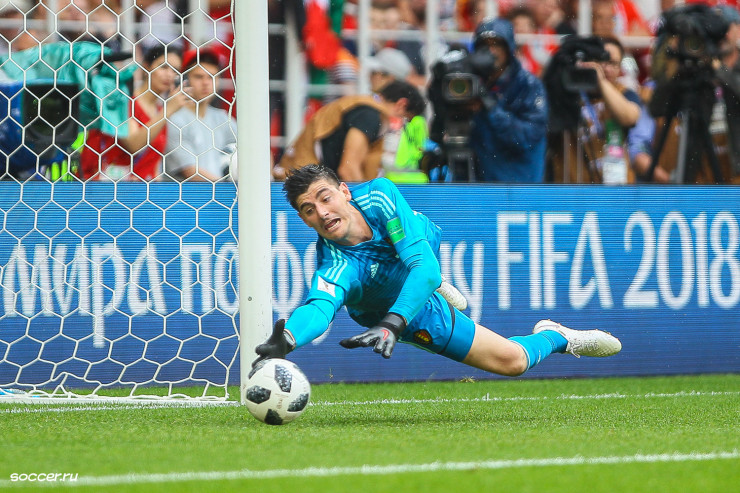
ワールドカップでプレーするクルトゥワ（2018年）

2018FIFAワールドカップロシア大会では、ベルギーの正ゴールキーパーとしてベルギー史上初の3位に貢献。守備での貢献だけでなく、決勝トーナメント初戦の日本戦では同点で迎えた後半アディショナルタイムにクルトゥワのスローイングを起点としてナセル・シャドリが決勝点を挙げた。3位決定戦でもイングランドを相手に無失点に抑え、クリーンシート数最多のほかセーブ数も大会最多の27セーブを数えゴールデングローブ賞を獲得した。決勝でプレーしなかった選手のワールドカップ最優秀GK獲得は、同郷のミシェル・プロドームが獲得した1994年大会以来となる。なお、その後NHKで日本戦でのカウンターを題材にしたドキュメンタリー番組、NHKスペシャル「ロストフの14秒」が放送された。
2019年10月13日の2020年EURO予選カザフスタン戦で、キャリア通算200試合のクリーンシートを達成した。
正ゴールキーパーとして臨んだ2022FIFAワールドカップカタール大会初戦のカナダ戦ではPKをストップするなどクリーンシートでの勝利に貢献した。しかし、続くモロッコ戦では2得点を許して敗戦、クロアチア戦も無失点に抑えたもののグループステージで敗退した。
2023年6月の2024年EURO予選のエストニア戦の前にクルトゥワが代表から離脱したことが発表された。報道によれば、発端は代表キャプテンを巡る意見の相違で、同年3月にベルギー代表の新監督に就任したドメニコ・テデスコは、ケヴィン・デ・ブライネを新キャプテンに指名、クルトゥワとロメル・ルカクを第2キャプテンとしたが、年長のクルトゥワはこの決定に不満を抱いてたとされる。デデスコ監督によれば、エストニア戦の前に行われたオーストリア戦では負傷のデ・ブライネに代わって、ルカクをキャプテンに指名（クルトゥワは次のエストニア戦でキャプテンを務める予定だった）したことで、クルトゥワは激怒して翌日の練習参加を拒否、代表からの離脱を申し出たとされる。クルトゥワの父親は、本人が右膝の痛みを訴えていたためと明かしたが、デデスコ監督は負傷だけが理由でないことを語り、クルトゥワも公の場で内情を明かしたデデスコ監督を批判するに至った。2023年末にはクルトゥワもこの代表離脱騒動が、キャプテンを巡る意見の相違が原因であることを認め、改めてデデスコ監督を批判、またEURO2024についても8月に負った左膝前十字靱帯断裂の回復途上であることから、出場を断念する意向を明かした。

## 人物
199センチの長身で手足も長いため、広い守備範囲を誇るほかハイボールの処理やキャッチングに優れる。また、大きな身体を自在に操る運動能力にも恵まれ、機を見ての飛び出しや横の動き、低いボールへも優れた反応を見せる。中山英樹は、重心の上下動が少なく体のブレがほとんどないため重心移動がすぐにできると指摘している。
アトレティコ・マドリード時代、クルトゥワの横っ飛びセーブがファンの間で流行した。クルトゥワのセーブする姿を真似た写真や動画をSNSに投稿することは『ティボーティング（Thibauting）』と呼ばれ、ベルギースポーツ界における流行語大賞にノミネートされた。
自身のアイドルとして、エトヴィン・ファン・デル・サールとイケル・カシージャスを挙げている。また、ベルギー代表のほかチェルシーFCでもチームメイトであったエデン・アザールのことは相棒と語っている。
語学も堪能で、英語、フランス語、オランダ語、スペイン語を話すことができる。

### 家族
両親とも元バレーボール選手というバレーボール一家で育った。姉のバレリー・クルトワはバレーボールベルギー女子代表でリベロを務めている。なお、弟のガイタン・クルトワもバレーボール選手である。クルトゥワ自身もバレーボールが得意であり、幼少期のバレーボールの訓練が現在のゴールキーパーとしてのプレーに役立っていると語っている。
アトレティコ・マドリード在籍時に年上のスペイン人女性マルタ・ドミンゲスと交際。籍は入れていなかったが、事実婚状態にあり、二児を儲けている。しかし度々、クルトゥワの浮気がメディアに報じられたり、チェルシーFC復帰後のロンドンでの多忙な生活によるすれ違いから2016年に破局した（円満であったようで友人関係は続いている）。その後、親権はマルタ・ドミンゲスが持って実家のあるマドリードに帰国したため、クルトゥワは子供に会いにロンドンとマドリード間を往復しており、いつかマドリードに戻りたい旨を明かしていた。レアル・マドリードへ移籍した際、エスタディオ・サンティアゴ・ベルナベウでの入団会見には子供も出席し、家族と記念撮影を行った。
その後、2021年頃からイスラエル人モデルのミシェル・ゲルジクと交際を開始、2023年7月に結婚した。

### 趣味
趣味はモータースポーツ観戦である。特にフォーミュラ・ワンが好みで度々サーキットに足を運んでいる。好きなドライバーはミハエル・シューマッハ、好きなチームはスクーデリア・フェラーリである。2025年に地元ベルギーで開催されたベルギーグランプリのスプリント・レースセッションの表彰式のプレゼンターとして登壇してトロフィーを手渡している。
2023年には自身の名を冠した「TCレーシング」を立ち上げ、投資家として関与している。チームは2025年現在、将来的なフォーミュラ2参戦を目標としてスペインF4選手権に参戦している。

## 個人成績

### クラブ成績
| クラブ                   | シーズン | リーグ         | リーグ戦 | リーグ戦 | カップ戦 | カップ戦 | リーグ杯 | リーグ杯 | 国際大会 | 国際大会 | その他 | その他 | 合計 | 合計 |
| クラブ                   | シーズン | リーグ         | 出場     | 得点     | 出場     | 得点     | 出場     | 得点     | 出場     | 得点     | 出場   | 得点   | 出場 | 得点 |
| ------------------------ | -------- | -------------- | -------- | -------- | -------- | -------- | -------- | -------- | -------- | -------- | ------ | ------ | ---- | ---- |
| ヘンク                   | 2008-09  | ジュピラー     | 1        | 0        | 0        | 0        | -        | -        | -        | -        | 0      | 0      | 1    | 0    |
| ヘンク                   | 2009–10  | ジュピラー     | 0        | 0        | 0        | 0        | -        | -        | 0        | 0        | 0      | 0      | 0    | 0    |
| ヘンク                   | 2010–11  | ジュピラー     | 40       | 0        | 1        | 0        | -        | -        | 3        | 0        | 0      | 0      | 44   | 0    |
| ヘンク                   | 通算     | 通算           | 41       | 0        | 1        | 0        | -        | -        | 3        | 0        | 0      | 0      | 45   | 0    |
| アトレティコ・マドリード | 2011-12  | プリメーラ     | 37       | 0        | 0        | 0        | -        | -        | 15       | 0        | 0      | 0      | 52   | 0    |
| アトレティコ・マドリード | 2012-13  | プリメーラ     | 37       | 0        | 8        | 0        | -        | -        | 1        | 0        | 0      | 0      | 46   | 0    |
| アトレティコ・マドリード | 2013-14  | プリメーラ     | 37       | 0        | 5        | 0        | -        | -        | 12       | 0        | 2      | 0      | 56   | 0    |
| アトレティコ・マドリード | 通算     | 通算           | 111      | 0        | 13       | 0        | -        | -        | 28       | 0        | 2      | 0      | 154  | 0    |
| チェルシー               | 2014–15  | プレミアリーグ | 32       | 0        | 0        | 0        | 2        | 0        | 5        | 0        | 0      | 0      | 39   | 0    |
| チェルシー               | 2015–16  | プレミアリーグ | 23       | 0        | 3        | 0        | 0        | 0        | 3        | 0        | 1      | 0      | 30   | 0    |
| チェルシー               | 2016–17  | プレミアリーグ | 36       | 0        | 3        | 0        | 0        | 0        | 0        | 0        | 0      | 0      | 39   | 0    |
| チェルシー               | 2017–18  | プレミアリーグ | 35       | 0        | 1        | 0        | 1        | 0        | 8        | 0        | 1      | 0      | 46   | 0    |
| チェルシー               | 通算     | 通算           | 126      | 0        | 7        | 0        | 3        | 0        | 16       | 0        | 2      | 0      | 154  | 0    |
| レアル・マドリード       | 2018-19  | プリメーラ     | 27       | 0        | 1        | 0        | -        | -        | 5        | 0        | 2      | 0      | 35   | 0    |
| レアル・マドリード       | 2019-20  | プリメーラ     | 34       | 0        | 0        | 0        | -        | -        | 7        | 0        | 2      | 0      | 43   | 0    |
| レアル・マドリード       | 2020-21  | プリメーラ     | 38       | 0        | 0        | 0        | -        | -        | 12       | 0        | 1      | 0      | 51   | 0    |
| レアル・マドリード       | 2021-22  | プリメーラ     | 36       | 0        | 1        | 0        | -        | -        | 13       | 0        | 2      | 0      | 52   | 0    |
| レアル・マドリード       | 2022-23  | プリメーラ     | 31       | 0        | 5        | 0        | -        | -        | 10       | 0        | 3      | 0      | 49   | 0    |
| レアル・マドリード       | 2023-24  | プリメーラ     | 4        | 0        | 0        | 0        | -        | -        | 1        | 0        | 0      | 0      | 5    | 0    |
| レアル・マドリード       | 2024-25  | プリメーラ     | 30       | 0        | 1        | 0        | -        | -        | 12       | 0        | 10     | 0      | 53   | 0    |
| レアル・マドリード       | 通算     | 通算           | 200      | 0        | 8        | 0        | -        | -        | 60       | 0        | 20     | 0      | 288  | 0    |
| 通算                     | 通算     | 通算           | 478      | 0        | 29       | 0        | 3        | 0        | 106      | 0        | 25     | 0      | 644  | 0    |

### 代表成績

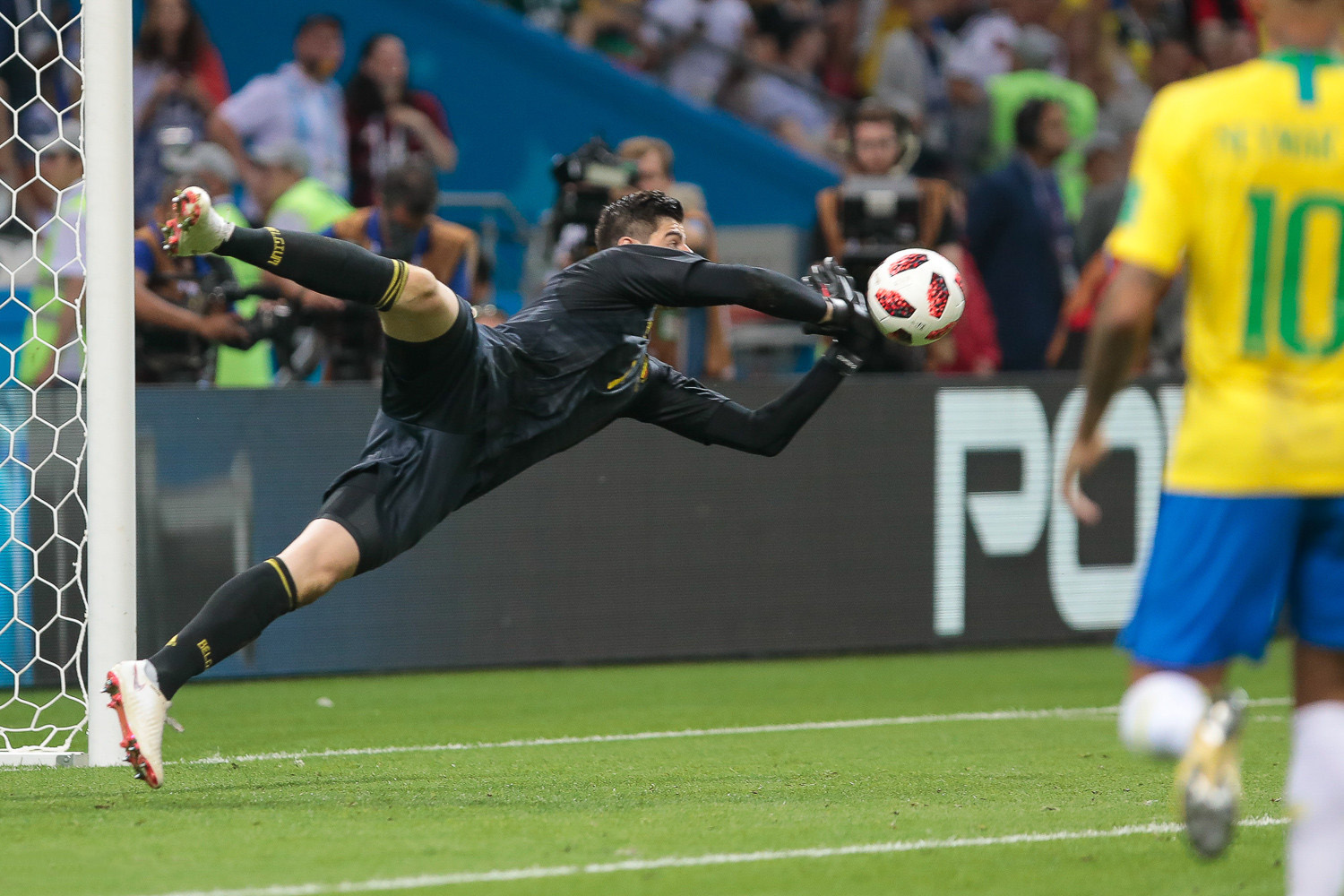
ワールドカップ ブラジル代表戦で、コウチーニョのシュートをセーブするクルトゥワ（2018年）

- 国際Aマッチ 103試合 0得点（2011年 - ）[69]

| ベルギー代表 | 国際Aマッチ | 国際Aマッチ |
| 年           | 出場        | 得点        |
| ------------ | ----------- | ----------- |
| 2011         | 1           | 0           |
| 2012         | 6           | 0           |
| 2013         | 7           | 0           |
| 2014         | 13          | 0           |
| 2015         | 6           | 0           |
| 2016         | 14          | 0           |
| 2017         | 8           | 0           |
| 2018         | 15          | 0           |
| 2019         | 9           | 0           |
| 2020         | 2           | 0           |
| 2021         | 13          | 0           |
| 2022         | 6           | 0           |
| 2023         | 2           | 0           |
| 2025         | 1           | 0           |
| 通算         | 103         | 0           |

### 出場大会
- 2014年 - 2014 FIFAワールドカップ・ブラジル大会 ベスト8
- 2016年 - EURO2016・フランス大会 ベスト8
- 2018年 - 2018 FIFAワールドカップ・ロシア大会 3位
- 2018-19 - UEFAネーションズリーグ リーグA グループ2 2位

## タイトル

### クラブ
KRCヘンク

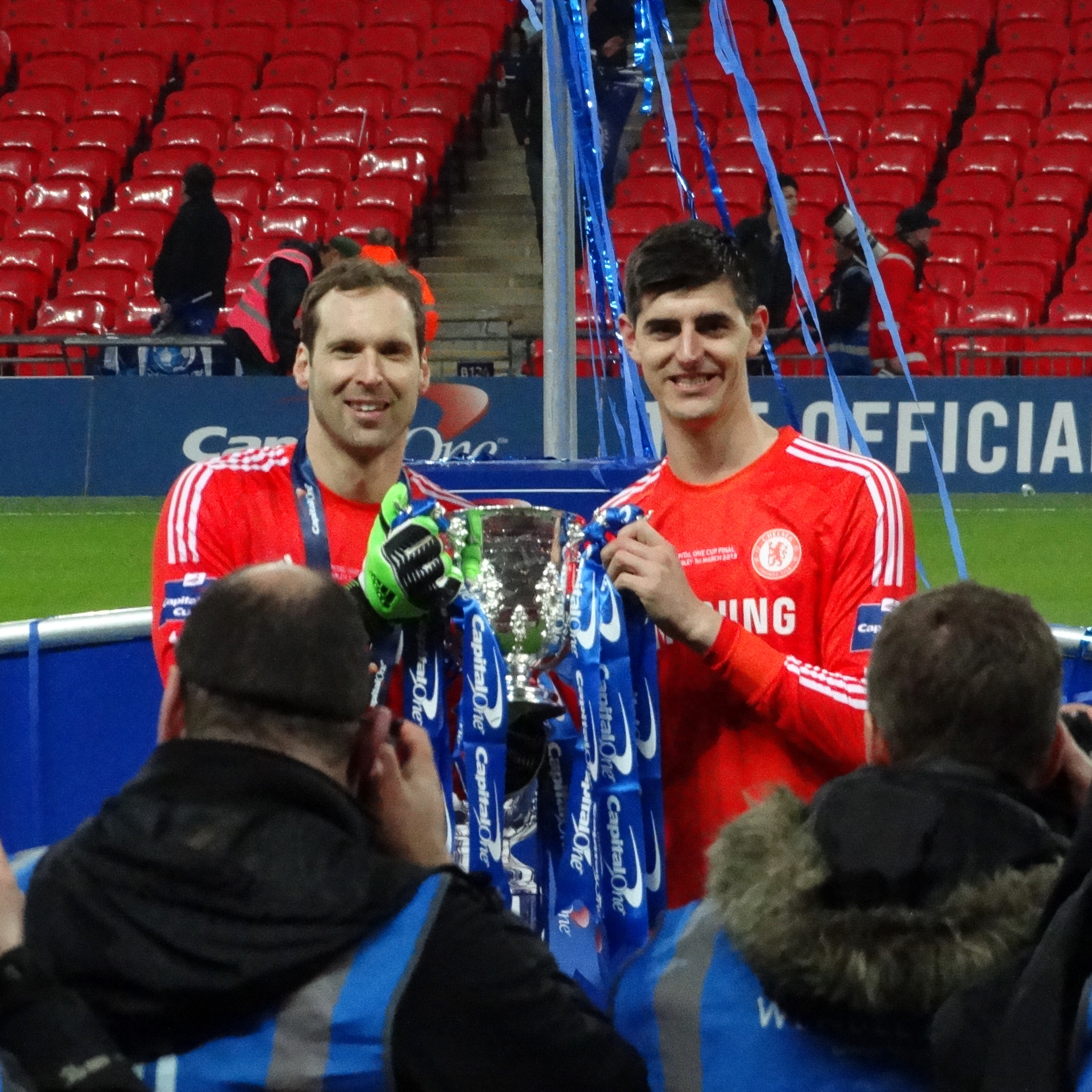
ペトル・チェフ（左）とリーグカップのトロフィーを掲げるクルトゥワ（2015年）

- ジュピラー・プロ・リーグ：2010-11
- ベルギー・カップ：2008-09

アトレティコ・マドリード
- UEFAヨーロッパリーグ：2011-12
- UEFAスーパーカップ：2012
- プリメーラ・ディビシオン：2013-14
- コパ・デル・レイ：2012-13

チェルシーFC
- プレミアリーグ：2014-15, 2016-17
- フットボールリーグカップ：2014-15
- FAカップ：2017-18

レアル・マドリード
- FIFAクラブワールドカップ：2018, 2022
- FIFAインターコンチネンタルカップ：2024
- UEFAチャンピオンズリーグ：2021-22, 2023-24
- UEFAスーパーカップ：2022, 2024
- プリメーラ・ディビシオン：2019-20, 2021-22, 2023-24
- コパ・デル・レイ：2022-23
- スーペルコパ・デ・エスパーニャ：2019-20, 2021-22, 2023-24

### 個人
- ベルギー・プロフェッショナル・フットボール・アワード最優秀GK賞：2010-11
- KRCヘンク シーズン最優秀選手賞：2010-11
- サモラ賞：2012-13, 2013-14, 2019-20
- LFPアワード最優秀ゴールキーパー賞：2013
- ESMチーム・オブ・ザ・イヤー：2013-14
- ベルギー スポーツマンオブザイヤー：2014
- プレミアリーグ ゴールデングローブ：2016-17
- FIFAワールドカップ ゴールデングローブ：2018
- FIFAワールドカップ ドリームチーム：2018[70]
- FIFA最優秀ゴールキーパー賞：2018
- IFFHS世界最優秀ゴールキーパー：2018, 2022
- ヤシン・トロフィー：2022